# Tokusou Exceedraft
Tokusou Exceedraft (特捜エクシードラフト, Tokusō Ekushīdorafuto, Special Rescue Exceedraft) is een Japanse tokusatsu-serie uit de Metal Heroes-reeks. Het is de derde serie in de Rescue Heroes-trilogie, na Tokkei Winspector en Tokkyu Shirei Solbrain. De serie is net als zijn twee voorgangers een productie van Toei Company.
De serie werd uitgezonden van februari 1992 tot januari 1993, met een totaal van 49 afleveringen.

## Achtergrond
Net als de vorige twee series, draait Exceedraft om een team van sciencefiction-achtige agenten met gepantserde kostuums, die vechten tegen monsters en andere situaties die te lastig zijn voor de politie.
De vijanden in deze serie zijn echter meer sciencefictionachtig, in tegenstelling tot de meer realistische tegenstanders uit de vorige serie. Tevens heeft het team in deze serie geen hulp van robots.

## Personages

### Exceedraft Team
- Hayato Kanō/DraftRedder (叶 隼人/ドラフトレッダー, Kanō Hayato/Dorafuto Reddā): De leider van het Exceedraft[team. Hij is 24 jaar oud. Zijn harnas is rood. Hij krijgt later in de serie een upgrade naar een sterker pantser genaamd SyncRedder.
- Kōsaku Muraoka/DraftBlues (村岡 耕作/ドラフトブルース, Muraoka Kōsaku/Dorafuto Burūsu): Een Exceedraft-lid gespecialiseerd in detectivewerk. Hij is eveneens 24 jaar oud. Zijn pantser is blauw.
- Ken Ōkuma/DraftKeace (大熊 拳/ドラフトキース, Ōkuma Ken/Dorafuto Kīsu): Exceedraft's jongste lid. Hij is 23 jaar oud en gespecialiseerd in martial arts. Zijn pantser is geel.
- Ai Hyuga (日向 愛, Hyūga Ai): Exceedraft's communicatie-officier, die hen van tijd tot tijd ook helpt met vechten.
- Jūkichi Katsuragi (桂木 重吉, Katsuragi Jūkichi): Exceedraft's commandant.
- Tetsuo Isshiki (一色 哲夫, Isshiki Tetsuo)

### Bondgenoten
- Masaru Hyūga (日向 勝, Hyūga Masaru): Ai's jongere broer
- David Akiba (デビッド 秋葉, Debiddo Akiba)
- Shunsuke Masaki (正木 俊介, Masaki Shunsuke)
- Mika (美香, Mika)

### Tegenstanders
- Bunzō Yazaki (矢崎 文三, Yazaki Bunzō)
- Carlos Tōgō (カルロス 東郷, Karurosu Tōgō)
- Iwao Daimon (大門 巌, Daimon Iwao)

## Afleveringen
1. Kindergarten bus of death (死の幼稚園バス, Shi no yōchien basu)
2. Rupture city SOS! (爆裂都市SOS!, Bakuretsu toshi Esu ō Esu!)
3. Shadow of red spade (赤いスペードの影, Akai supēdo no kage)
4. Organism weapon girl (生体兵器少女, Seitai heiki shōjo)
5. Space of one person (一人ぽっちの宇宙, Hitori bocchi no uchū)
6. Track/truck mother (トラック母ちゃん, Torakku kāchan)
7. Hayato designation arrangement! (隼人 指名手配!, Hayato Shimeitehai!)
8. Spade last maneuvers (スペード最終作戦, Supēdo saishū sakusen)
9. Dangerous family (危険な家族ごっこ, Kiken na kazoku gokko)
10. Hayato's longest day (隼人の一番長い日, Hayato no ichiban nagai hi)
11. Super-high-speed Robot of flame (炎の超高速ロボ, Honō no chō kōsoku robo)
12. The Robot front of Mach (マッハのロボ戦線, Mahha no robo sensen)
13. Underworld fist of withdrawal! (禁断の地獄拳!, Kindan no jigoku ken)
14. The way home of the father who becomes far (遥かなる父の家路, Harukanaru chichi no ieji)
15. Front abbreviation gold and silver son (前略金銀息子さま, Zenryaku kin gin musuko sama)
16. Love of absolute decease (絶体絶命の愛, Zettai zetsumei no ai)
17. Rescue Cinderella (シンデレラを救え, Shinderera o sukue)
18. My father is liar policeman (パパは嘘つき警官, Papa wa usotsuki keikan)
19. The intruder who tears light (光を破る侵入者, Hikari o yaburu shinnyūsha)
20. The friendship which exceeds dimension (時空を越えた友情, Jikū o koeta Yūjo)
21. I Am Saiko I (わたしはサイコI, Watashi wa Saiko wan)
22. I Am Saiko II (わたしはサイコII, Watashi wa Saiko tsū)
23. Persuasion of the love which calls Jeopardy (死をよぶ愛の説得, Shi o yobu ai no settoku)
24. Straying of scar being lazy (傷だらけの迷走, Kizu darake no meisō)
25. Take off! Super machine (発進! 超マシン, Hasshin! Chō mashin)
26. Intense running to tomorrow! (明日への激走!, Ashita eno gekisō)
27. Ken's Love story (拳のラブストーリー, Ken no rabu stōrī)
28. Again, Warrior of Light! (光の戦士・再び!, Hikari no senshi. Futatabi!)
29. Good-bye, Warrior of Light (さらば・光の戦士, Saraba. Hikari no senshi)
30. The escort maneuvers which aimed (狙われた護送作戦, Nerawareta gosō sakusen)
31. Into past special rescuing flight (過去への特救便, Kako eno tokkyū bin)
32. Stubborn father of Kōsaku (耕作のガンコ親父, Kōsaku no ganko oyaji)
33. Completion! Aggressive strengthening clothes (battle jacket) - Apocalypse of flame I (完成! 戦闘強化服（バトルジャケット） 炎の黙示録編I, Kansei! Batoru jaketto Honō no mokushirokuhen wan)
34. The contract which sells life - Apocalypse of flame II (生命を売る契約書 炎の黙示録編II, Inochi o uru keiyakusho Honō no mokushirokuhen tsū)
35. The giant who is not visible (見えない巨人, Mienai kyojin)
36. The captain betrayed!? (隊長が裏切った!?, Taichō ga uragitta!?)
37. Blast running road of vengeance (復讐の爆走ロード, Fukushū no bakusō rōdo)
38. One even number before the dud and the coming out (不発弾、出前一丁, Fuhatsudan, Demae icchō)
39. Fly! White sphere of oath (飛べ! 誓いの白球, Tobe! Chikai no hakkyū)
40. Death bomb punishment games (死の爆弾罰ゲーム, Shi no bakudan batsu gēmu)
41. Confrontation - Two Ken (対決! ふたりの拳, Taiketsu! Futari no ken)
42. Special police commanded to do confinement to the house (特捜、謹慎を命ず, Tokusō, Kinshin o meizu)
43. God and demon and Revelations (神と悪魔と黙示録, Kami to akuma to mokushiroku)
44. Christmas Eve of the final fight (最終戦争（ハルマゲドン）の聖夜, Harumagedon no seiya)
45. Death's snipe order! (死神の狙撃指令!, Shinigami no sogeki shirei)
46. The beauty girl who raises the demon beast (魔獣を飼う美少女, Majū o kau bishōjo)
47. Masaki returns!! (正木リターンズ!!, Masaki ritānzu)
48. Decisive battle! Last judgment (決戦! 最後の審判, Kessen! Saigo no shinpan)
49. Good-bye rescue police (さらば特捜警察（レスキューポリス）, Saraba resukyū porisu)

## Cast
- Hayato Kanō (叶 隼人, Kanō Hayato) - Shigeki Kagemaru (影丸 茂樹, Kagemaru Shigeki)
- Kōsaku Muraoka (村岡 耕作, Muraoka Kōsaku) - Mamoru Kawai (河井 マモル, Kawai Mamoru)
- Ken Ōkuma (大熊 拳, Ōkuma Ken) - Iori Sakakibara (榊原 伊織, Sakakibara Iori)
- Ai Hyuga (日向 愛, Hyūga Ai) - Yuri Nakamura (中村 由利, Nakamura Yuri)
- Masaru Hyūga (日向 勝, Hyūga Masaru) - Yūki Nirasaki (韮崎 雄希, Nirasaki Yūki)
- Jūkichi Katsuragi (桂木 重吉, Katsuragi Jūkichi) - Toyoto Fukuda (福田 豊土, Fukuda Toyoto)
- Computer Voice (コンピューターボイス, Konpyūtā Boisu) - Kaname Shimura (志村 要, Shimura Kaname)
- Tetsuo Isshiki (一色 哲夫, Isshiki Tetsuo) - Shunsuke Mizoguchi (溝口 舜亮, Mizoguchi Shunsuke)
- Shunsuke Masaki (正木 俊介, Masaki Shunsuke) - Hiroshi Miyauchi (宮内 洋, Miyauchi Hiroshi)
- Bunzō Yazaki (矢崎 文三, Yazaki Bunzō) - Jun'ichi Haruta (春田 純一, Haruta Jun'ichi)
- David Akiba (デビッド 秋葉, Debiddo Akiba) - Shūhei Saga (嵯峨 周平, Saga Shūhei)
- Carlos Tōgō (カルロス 東郷, Karurosu Tōgō) - Kyōji Kamui (神威 狂児, Kamui Kyōji)
- Mika (美香, Mika) - Kayoko Moriyasu (森安 加代子, Moriyasu Kayoko)
- Iwao Daimon (大門 巌, Daimon Iwao) - Yūji Abe (阿倍 祐二, Abe Yūji)
- Narrator (ナレーター, Narētā) (Episode 1-14) - Yoshinari Torii (鳥居 賞也, Torii Yoshinari)
- Narrator (Episode 15-20) - Akira Murayama (村山 明, Murayama Akira)
- Narrator (Episode 21-49) - Masaki Terasoma (寺杣 昌紀, Terasoma Masaki)